# Río Irwell
El río Irwell es un afluente del río Mersey, en el noroeste de Inglaterra. Nace en Irwell Springs en Deerplay Moor, aproximadamente a 2,4 km al norte de Bacup y fluye hacia el sur durante 63 km para desembocar en el Mersey cerca de Irlam. El Irwell marca el límite entre Mánchester y Salford, y sus tramos inferiores se han canalizado y ahora forman parte del Canal marítimo de Mánchester.
En los siglos XVII y XVIII, los tramos inferiores del Irwell eran una ruta comercial que se convirtió en parte de Mersey and Irwell Navigation. En el siglo XIX, el curso del río aguas abajo de Mánchester se modificó definitivamente con la construcción del Manchester Ship Canal, inaugurado en 1896. El canal convirtió a Mánchester y Salford en un importante puerto marítimo interior y propició el desarrollo de Trafford Park, que se convirtió en el mayor polígono industrial de Europa. En los siglos XX y XXI se realizaron otros cambios para evitar las inundaciones en Mánchester y Salford, como la construcción del Anaconda Cut en 1970 y el plan de defensa contra las inundaciones del río Irwell en 2014.
El río quedó severamente contaminado por desechos industriales durante la Revolución Industrial, pero en la segunda mitad del siglo XX se implementaron una serie de iniciativas para mejorar la calidad del agua, repoblarla con peces y crear un entorno diverso para la vida silvestre. Los tramos del río que fluyen a través de Mánchester y Salford han atraído inversiones a gran escala en desarrollos comerciales y residenciales, como Salford Quays, y otras partes se han convertido en importantes paraísos de vida silvestre. El Irwell se utiliza para actividades recreativas, como paseos en crucero, remo, carreras, natación y pesca.

## Curso
Desde su nacimiento hasta la confluencia con el río Mersey, el Irwell  tiene una longitud de unos 63 km. Nace en los páramos deCliviger y fluye hacia el sur a través de Bacup, Rawtenstall, Ramsbottom y Bury antes de unirse al río Roch cerca de Radcliffe . Girando hacia el oeste, se une al río Croal cerca de Farnworth antes de girar hacia el sureste a través de Kearsley, Clifton y el área de Agecroft en Pendlebury. Luego, serpentea alrededor de Lower Kersal y Lower Broughton. Atraviesa Salford y Mánchester, uniendo los ríos Irk y Medlock, y luego gira hacia el oeste hacia Irlam, como parte del Manchester Ship Canal. Su curso termina justo al este de Irlam, donde desemboca en el Mersey.